# 釧路平野
釧路平野（くしろへいや）は、北海道釧路総合振興局地域にある平野。

## 位置・特徴
北海道東部にある。北海道東部の釧路川、阿寒川の下流に位置する沖積平野であり、釧路支庁の釧路町、鶴居村、標茶町、釧路市にまたがっている。釧路湿原国立公園の所在地であり、キタヨシ、スゲ、ハンノキなどの植物が広く生育している。

## 釧路平野内の自治体
釧路市、釧路町、鶴居村、標茶町、白糠町

## 生息する動植物
釧路湿原のページも参照。
タンチョウヅル、ゲンジボタル、ヘイケボタル、サンショウウオ、イトウ、マリモ、ミズバショウなど